# Robert van Clermont
Robert van Frankrijk, graaf van Clermont (1256 - 7 februari 1317) was een lid van de Franse koninklijke familie. Hij is de stamvader van het huis Bourbon.
Hij was de zesde en jongste zoon van koning Lodewijk IX van Frankrijk en Margaretha van Provence. Zijn vader schonk hem als apanage het graafschap Clermont.
In 1272 trouwde hij met Beatrix van Bourgondië, vrouwe van Bourbon, Zo verwierf hij Bourbonnais.  
Bij een toernooi in 1279, waarin hij door zijn oudere broer koning FIlips VI tot ridder werd geslagen, kreeg Robert een strijdknots op zijn hoofd. Daardoor kreeg hij voor de rest van zijn leven psychische problemen. Hij werd als dement beschouwd.  
Toch speelde hij een politieke rol: hij was lid van de koninklijke raad en nam in 1312 deel aan onderhandelingen met keizer Hendrik VI. In 1316 steunde hij als oudste lid van van de koninklijke familie de benoeming van zijn achterneef de graaf van Poitiers (kort daarop koning Filips V) tot regent na de dood van dienst oudere broer Lodewijk X.    

## Nakomelingen
Robert van Clermont had met zijn echtgenote zes kinderen: 
- Lodewijk de Lamme, in 1327 verheven tot (eerste) hertog van Bourbon
- Blanche, getrouwd met Robert VII, graaf van Auvergne en Boulogne
- Jan, heer van Charolais
- Maria, priores van Poissy
- Peter, aartsdiaken van Parijs
- Margaretha, eerst getrouwd met Raymond Berengarius, graaf van Andria, en later hertrouwd met graaf Jan I van Namen

Zijn nakomelingen via zijn oudste zoon vormen het huis Bourbon, een zijtak van het Franse koningshuis dat in 1589 met Hendrik IV de Franse troon zoon erven, nadat deze eerder (1572) ook het koninkrijk Navarra verwierf. De Bourbons zouden tot 1830 (met een onderbreking van 1792 tot 1814 en enkele maanden in 1815) koningen van Frankrijk en Navarra blijven, waarna Lodewijk Filips uit de zijtak Bourbon-Orléans koning der Fransen zou zijn tot 1848.  
Uit zijtakken van het huis Bourbon komen de latere koningen van Spanje (sinds 1700), de koningen van Napels  en Sicilië - later het koninkrijk der Beide Siciliën (1735-1860), de hertogen van Parma (1748–1796 en 1847–1859) en de huidige groothertogen van Luxemburg (sinds 1964)

## Kwartierstaat (voorouders)
| Filips II van Frankrijk (1165-1223) | Filips II van Frankrijk (1165-1223) | Filips II van Frankrijk (1165-1223) | Filips II van Frankrijk (1165-1223) | Filips II van Frankrijk (1165-1223)     | Filips II van Frankrijk (1165-1223)     | Isabella van Henegouwen (1170-1190)     | Isabella van Henegouwen (1170-1190)     | Isabella van Henegouwen (1170-1190)     | Isabella van Henegouwen (1170-1190)     | Isabella van Henegouwen (1170-1190)   | Isabella van Henegouwen (1170-1190)   |                                       |                                       | Alfons VIII van Castilië (1155-1214)  | Alfons VIII van Castilië (1155-1214)  | Alfons VIII van Castilië (1155-1214) | Alfons VIII van Castilië (1155-1214) | Alfons VIII van Castilië (1155-1214) | Alfons VIII van Castilië (1155-1214) | Eleonora van Engeland (1162-1214)  | Eleonora van Engeland (1162-1214)  | Eleonora van Engeland (1162-1214) | Eleonora van Engeland (1162-1214) | Eleonora van Engeland (1162-1214) | Eleonora van Engeland (1162-1214) |                                 |                                 | Alfons II van Provence (1180-1209) | Alfons II van Provence (1180-1209) | Alfons II van Provence (1180-1209) | Alfons II van Provence (1180-1209) | Alfons II van Provence (1180-1209)             | Alfons II van Provence (1180-1209)             | Gersindis van Forcalquier (1180-1242)          | Gersindis van Forcalquier (1180-1242)          | Gersindis van Forcalquier (1180-1242)          | Gersindis van Forcalquier (1180-1242)          | Gersindis van Forcalquier (1180-1242) | Gersindis van Forcalquier (1180-1242) |                                     |                                     | Thomas I van Savoye (1180-1223)     | Thomas I van Savoye (1180-1223)     | Thomas I van Savoye (1180-1223) | Thomas I van Savoye (1180-1223) | Thomas I van Savoye (1180-1223) | Thomas I van Savoye (1180-1223) | Beatrix van Genève (ca. 1180-1252) | Beatrix van Genève (ca. 1180-1252) | Beatrix van Genève (ca. 1180-1252) | Beatrix van Genève (ca. 1180-1252) | Beatrix van Genève (ca. 1180-1252) | Beatrix van Genève (ca. 1180-1252) |  |  |  |  |  |  |  |  |  |  |  |  |  |  |  |  |  |  |  |  |  |  |  |  |  |  |  |  |  |  |  |  |  |  |  |  |  |  |  |  |  |  |  |  |  |  |  |  |
| Filips II van Frankrijk (1165-1223) | Filips II van Frankrijk (1165-1223) | Filips II van Frankrijk (1165-1223) | Filips II van Frankrijk (1165-1223) | Filips II van Frankrijk (1165-1223)     | Filips II van Frankrijk (1165-1223)     | Isabella van Henegouwen (1170-1190)     | Isabella van Henegouwen (1170-1190)     | Isabella van Henegouwen (1170-1190)     | Isabella van Henegouwen (1170-1190)     | Isabella van Henegouwen (1170-1190)   | Isabella van Henegouwen (1170-1190)   |                                       |                                       | Alfons VIII van Castilië (1155-1214)  | Alfons VIII van Castilië (1155-1214)  | Alfons VIII van Castilië (1155-1214) | Alfons VIII van Castilië (1155-1214) | Alfons VIII van Castilië (1155-1214) | Alfons VIII van Castilië (1155-1214) | Eleonora van Engeland (1162-1214)  | Eleonora van Engeland (1162-1214)  | Eleonora van Engeland (1162-1214) | Eleonora van Engeland (1162-1214) | Eleonora van Engeland (1162-1214) | Eleonora van Engeland (1162-1214) |                                 |                                 | Alfons II van Provence (1180-1209) | Alfons II van Provence (1180-1209) | Alfons II van Provence (1180-1209) | Alfons II van Provence (1180-1209) | Alfons II van Provence (1180-1209)             | Alfons II van Provence (1180-1209)             | Gersindis van Forcalquier (1180-1242)          | Gersindis van Forcalquier (1180-1242)          | Gersindis van Forcalquier (1180-1242)          | Gersindis van Forcalquier (1180-1242)          | Gersindis van Forcalquier (1180-1242) | Gersindis van Forcalquier (1180-1242) |                                     |                                     | Thomas I van Savoye (1180-1223)     | Thomas I van Savoye (1180-1223)     | Thomas I van Savoye (1180-1223) | Thomas I van Savoye (1180-1223) | Thomas I van Savoye (1180-1223) | Thomas I van Savoye (1180-1223) | Beatrix van Genève (ca. 1180-1252) | Beatrix van Genève (ca. 1180-1252) | Beatrix van Genève (ca. 1180-1252) | Beatrix van Genève (ca. 1180-1252) | Beatrix van Genève (ca. 1180-1252) | Beatrix van Genève (ca. 1180-1252) |  |  |  |  |  |  |  |  |  |  |  |  |  |  |  |  |  |  |  |  |  |  |  |  |  |  |  |  |  |  |  |  |  |  |  |  |  |  |  |  |  |  |  |  |  |  |  |  |
|                                     |                                     |                                     |                                     |                                         |                                         |                                         |                                         |                                         |                                         |                                       |                                       |                                       |                                       |                                       |                                       |                                      |                                      |                                      |                                      |                                    |                                    |                                   |                                   |                                   |                                   |                                 |                                 |                                    |                                    |                                    |                                    |                                                |                                                |                                                |                                                |                                                |                                                |                                       |                                       |                                     |                                     |                                     |                                     |                                 |                                 |                                 |                                 |                                    |                                    |                                    |                                    |                                    |                                    |  |  |  |  |  |  |  |  |  |  |  |  |  |  |  |  |  |  |  |  |  |  |  |  |  |  |  |  |  |  |  |  |  |  |  |  |  |  |  |  |  |  |  |  |  |  |  |  |
|                                     |                                     |                                     |                                     | Lodewijk VIII van Frankrijk (1187–1226) | Lodewijk VIII van Frankrijk (1187–1226) | Lodewijk VIII van Frankrijk (1187–1226) | Lodewijk VIII van Frankrijk (1187–1226) | Lodewijk VIII van Frankrijk (1187–1226) | Lodewijk VIII van Frankrijk (1187–1226) |                                       |                                       |                                       |                                       |                                       |                                       | Blanca van Castilië (1188-1252)      | Blanca van Castilië (1188-1252)      | Blanca van Castilië (1188-1252)      | Blanca van Castilië (1188-1252)      | Blanca van Castilië (1188-1252)    | Blanca van Castilië (1188-1252)    |                                   |                                   |                                   |                                   |                                 |                                 |                                    |                                    |                                    |                                    | Raymond Berengarius V van Provence (1198-1245) | Raymond Berengarius V van Provence (1198-1245) | Raymond Berengarius V van Provence (1198-1245) | Raymond Berengarius V van Provence (1198-1245) | Raymond Berengarius V van Provence (1198-1245) | Raymond Berengarius V van Provence (1198-1245) |                                       |                                       |                                     |                                     |                                     |                                     | Beatrix van Savoye (1205-1266)  | Beatrix van Savoye (1205-1266)  | Beatrix van Savoye (1205-1266)  | Beatrix van Savoye (1205-1266)  | Beatrix van Savoye (1205-1266)     | Beatrix van Savoye (1205-1266)     |                                    |                                    |                                    |                                    |  |  |  |  |  |  |  |  |  |  |  |  |  |  |  |  |  |  |  |  |  |  |  |  |  |  |  |  |  |  |  |  |  |  |  |  |  |  |  |  |  |  |  |  |  |  |  |  |
|                                     |                                     |                                     |                                     | Lodewijk VIII van Frankrijk (1187–1226) | Lodewijk VIII van Frankrijk (1187–1226) | Lodewijk VIII van Frankrijk (1187–1226) | Lodewijk VIII van Frankrijk (1187–1226) | Lodewijk VIII van Frankrijk (1187–1226) | Lodewijk VIII van Frankrijk (1187–1226) |                                       |                                       |                                       |                                       |                                       |                                       | Blanca van Castilië (1188-1252)      | Blanca van Castilië (1188-1252)      | Blanca van Castilië (1188-1252)      | Blanca van Castilië (1188-1252)      | Blanca van Castilië (1188-1252)    | Blanca van Castilië (1188-1252)    |                                   |                                   |                                   |                                   |                                 |                                 |                                    |                                    |                                    |                                    | Raymond Berengarius V van Provence (1198-1245) | Raymond Berengarius V van Provence (1198-1245) | Raymond Berengarius V van Provence (1198-1245) | Raymond Berengarius V van Provence (1198-1245) | Raymond Berengarius V van Provence (1198-1245) | Raymond Berengarius V van Provence (1198-1245) |                                       |                                       |                                     |                                     |                                     |                                     | Beatrix van Savoye (1205-1266)  | Beatrix van Savoye (1205-1266)  | Beatrix van Savoye (1205-1266)  | Beatrix van Savoye (1205-1266)  | Beatrix van Savoye (1205-1266)     | Beatrix van Savoye (1205-1266)     |                                    |                                    |                                    |                                    |  |  |  |  |  |  |  |  |  |  |  |  |  |  |  |  |  |  |  |  |  |  |  |  |  |  |  |  |  |  |  |  |  |  |  |  |  |  |  |  |  |  |  |  |  |  |  |  |
|                                     |                                     |                                     |                                     |                                         |                                         |                                         |                                         |                                         |                                         | Lodewijk IX van Frankrijk (1214-1270) | Lodewijk IX van Frankrijk (1214-1270) | Lodewijk IX van Frankrijk (1214-1270) | Lodewijk IX van Frankrijk (1214-1270) | Lodewijk IX van Frankrijk (1214-1270) | Lodewijk IX van Frankrijk (1214-1270) |                                      |                                      |                                      |                                      |                                    |                                    |                                   |                                   |                                   |                                   |                                 |                                 |                                    |                                    |                                    |                                    |                                                |                                                |                                                |                                                |                                                |                                                | Margaretha van Provence (1221-1295)   | Margaretha van Provence (1221-1295)   | Margaretha van Provence (1221-1295) | Margaretha van Provence (1221-1295) | Margaretha van Provence (1221-1295) | Margaretha van Provence (1221-1295) |                                 |                                 |                                 |                                 |                                    |                                    |                                    |                                    |                                    |                                    |  |  |  |  |  |  |  |  |  |  |  |  |  |  |  |  |  |  |  |  |  |  |  |  |  |  |  |  |  |  |  |  |  |  |  |  |  |  |  |  |  |  |  |  |  |  |  |  |
|                                     |                                     |                                     |                                     |                                         |                                         |                                         |                                         |                                         |                                         | Lodewijk IX van Frankrijk (1214-1270) | Lodewijk IX van Frankrijk (1214-1270) | Lodewijk IX van Frankrijk (1214-1270) | Lodewijk IX van Frankrijk (1214-1270) | Lodewijk IX van Frankrijk (1214-1270) | Lodewijk IX van Frankrijk (1214-1270) |                                      |                                      |                                      |                                      |                                    |                                    |                                   |                                   |                                   |                                   |                                 |                                 |                                    |                                    |                                    |                                    |                                                |                                                |                                                |                                                |                                                |                                                | Margaretha van Provence (1221-1295)   | Margaretha van Provence (1221-1295)   | Margaretha van Provence (1221-1295) | Margaretha van Provence (1221-1295) | Margaretha van Provence (1221-1295) | Margaretha van Provence (1221-1295) |                                 |                                 |                                 |                                 |                                    |                                    |                                    |                                    |                                    |                                    |  |  |  |  |  |  |  |  |  |  |  |  |  |  |  |  |  |  |  |  |  |  |  |  |  |  |  |  |  |  |  |  |  |  |  |  |  |  |  |  |  |  |  |  |  |  |  |  |
|                                     |                                     |                                     |                                     |                                         |                                         |                                         |                                         |                                         |                                         |                                       |                                       |                                       |                                       |                                       |                                       |                                      |                                      |                                      |                                      |                                    |                                    |                                   |                                   |                                   |                                   |                                 |                                 |                                    |                                    |                                    |                                    |                                                |                                                |                                                |                                                |                                                |                                                |                                       |                                       |                                     |                                     |                                     |                                     |                                 |                                 |                                 |                                 |                                    |                                    |                                    |                                    |                                    |                                    |  |  |  |  |  |  |  |  |  |  |  |  |  |  |  |  |  |  |  |  |  |  |  |  |  |  |  |  |  |  |  |  |  |  |  |  |  |  |  |  |  |  |  |  |  |  |  |  |
|                                     |                                     |                                     |                                     |                                         |                                         |                                         |                                         |                                         |                                         |                                       |                                       |                                       |                                       |                                       |                                       |                                      |                                      |                                      |                                      |                                    |                                    |                                   |                                   |                                   |                                   |                                 |                                 |                                    |                                    |                                    |                                    |                                                |                                                |                                                |                                                |                                                |                                                |                                       |                                       |                                     |                                     |                                     |                                     |                                 |                                 |                                 |                                 |                                    |                                    |                                    |                                    |                                    |                                    |  |  |  |  |  |  |  |  |  |  |  |  |  |  |  |  |  |  |  |  |  |  |  |  |  |  |  |  |  |  |  |  |  |  |  |  |  |  |  |  |  |  |  |  |  |  |  |  |
| Isabella Capet (1242-1271)          | Isabella Capet (1242-1271)          | Isabella Capet (1242-1271)          | Isabella Capet (1242-1271)          | Isabella Capet (1242-1271)              | Isabella Capet (1242-1271)              |                                         |                                         | Filips III van Frankrijk (1245-1285)    | Filips III van Frankrijk (1245-1285)    | Filips III van Frankrijk (1245-1285)  | Filips III van Frankrijk (1245-1285)  | Filips III van Frankrijk (1245-1285)  | Filips III van Frankrijk (1245-1285)  |                                       |                                       | Jan Tristan van Valois (1250-1270)   | Jan Tristan van Valois (1250-1270)   | Jan Tristan van Valois (1250-1270)   | Jan Tristan van Valois (1250-1270)   | Jan Tristan van Valois (1250-1270) | Jan Tristan van Valois (1250-1270) |                                   |                                   | Peter I van Alençon (1251-1284)   | Peter I van Alençon (1251-1284)   | Peter I van Alençon (1251-1284) | Peter I van Alençon (1251-1284) | Peter I van Alençon (1251-1284)    | Peter I van Alençon (1251-1284)    |                                    |                                    | Blanche van Frankrijk (1252-1310)              | Blanche van Frankrijk (1252-1310)              | Blanche van Frankrijk (1252-1310)              | Blanche van Frankrijk (1252-1310)              | Blanche van Frankrijk (1252-1310)              | Blanche van Frankrijk (1252-1310)              |                                       |                                       | Robert van Clermont (1256-1317)     | Robert van Clermont (1256-1317)     | Robert van Clermont (1256-1317)     | Robert van Clermont (1256-1317)     | Robert van Clermont (1256-1317) | Robert van Clermont (1256-1317) |                                 |                                 | 3 zusters en 2 broers              | 3 zusters en 2 broers              | 3 zusters en 2 broers              | 3 zusters en 2 broers              | 3 zusters en 2 broers              | 3 zusters en 2 broers              |  |  |  |  |  |  |  |  |  |  |  |  |  |  |  |  |  |  |  |  |  |  |  |  |  |  |  |  |  |  |  |  |  |  |  |  |  |  |  |  |  |  |  |  |  |  |  |  |